# Ayesha Curry
Ayesha Disa Curry  (n. 23 martie 1989, Toronto, Ontario, Canada) este o actriță, bucătăreasă, autoare de cărți culinare și gazdă TV canadiano-americană. După ce a apărut ca invitat special în câteva emisiuni TV și filme, aceasta a început să își prezinte propria emisiune, Ayesha's Homemade, pe Food Network. Deși nu are nicio pregătire profesională când vine vorba de gastronomie, cariera ei culinară a început în 2014, când a gătit pentru prima dată în fața camerelor de filmat, pentru canalul de Youtube Little Lights of Mine. Curry este autoarea mai multor filmulețe pe canalul ei Little Lights of Mine și a scris o carte de gastronomie intitulată The Seasoned Life publicată în 2016.

## Carieră
La vârsta de 12 ani, Curry a jucat în videoclipul muzical „Too Young for Love” al artistului Suga Prince (acum cunoscut ca și Sven Thomas).
Înainte de a se căsători cu jucătorul de basket Stephen Curry, Ayesha a fost actriță, cunoscută pentru rolurile sale in filmele Underground Street Flippers (2009), Dan's Detour for Life (2008), Love for Sale (2008) și invitat special in câteva show-uri TV. Ideea de a-și transforma pasiunea din copilărie de a găti într-o carieră a apărut când aceasta și-a întemeiat o familie. Soțul ei a încurajat-o să își creeze un blog prin care sa își prezinte modul de viață. Mai întâi și-a creat propriul canal de Youtube și mai tarziu propria emisiune pe Food Network Ayesha's Homemade. Compania ei Little Lights of Mine vinde propriul brand de ulei de măsline extra virgin și 10% din câștiguri sunt donate către centrul de caritate No Kid Hungry. Când vine vorba de propriile rețete, Curry postează modul acestora de preparare pe canalul ei de Youtube.
În 2016, Curry a colaborat cu chef Michael Mina în The Mina Test Kitchen of International Smoke, un restaurant Bay Area, și și-a lansat propria carte culinară ”The Seasoned Life”. De asemenea, a început si emisiunea Ayesha's Homemade prin care este filmată atât viața profesională, cât și cea personală alături de soțul ei și cele două fiice. Primul sezon a avut doar șase episoade. Al doilea sezon tot șase și și-a schimbat denumirea in Ayesha's Home Kitchen care a avut premiera pe Food Network în data de 30 aprilie 2017.
În 20 septembrie 2017, Curry a fost desemnată ca spokesperson pentru revista CoverGirl, devenind prima spokesperson care nu e actriță sau cântăreață. În data de 21 septembrie 2017 a fost anunțată noua gazdă a emisiunii The Great American Baking Show, o adaptare americană a emisiunii de pe ABC, The Great British Bake Off. De asemea, aceasta i-a mărturisit lui Deidre Behar de la Entertainment Tonight că i s-a propus să se alăture următorului sezon din Dancing With The Stars. Doar două episoade din al treilea sezon Backing Show au fost difuzate din cauza acuzării unuia dintre jurații emisiunii de agresare sexuală.

## Viața personală
Curry este fiica lui John și Carol Alexander și are patru frați: Maira, Janiece, Jaz și  Chad. Mama sa este de origine Afro-Jamaicană si Chineză-Jamaicană în timp ce tatăl ei este Polonez si African-American. S-a născut și a crescut în Toronto până la vârsta de 14 ani, când s-a mutat în Charlotte, Carolina de Nord.
În data de 30 iulie 2011 s-a căsătorit cu jucătorul de basket Stephen Curry. Cei doi s-au întâlnit în grupul bisericesc din Charlotte la vârsta de 14, respectiv 15 ani. În prezent cei doi sunt părinții a două fete, Riley Elizabeth (19 iulie 2012) și Ryan Carson (10 iulie 2015). În data de 2 februarie 2018, Curry a anunțat că este însărcinată și că va avea un al treilea copil. În prezent aceștia locuiesc în Alamo, California. 

## Filmografie

### Roluri
| An   | Titlu                | Rol              | Note                     |
| ---- | -------------------- | ---------------- | ------------------------ |
| 2008 | Dan's Detour of Life | Cassie Stevens   | Film TV                  |
| 2008 | 10 Items or Less     | Girl in Bathroom | Episod: "Forever Young"  |
| 2008 | Whittaker Bay        | Keeley Hawkins   | 8 episoade               |
| 2008 | Love for Sale        | Fata #1          | Film                     |
| 2009 | Hannah Montana       | Andrea           | Episod: "Come Fail Away" |
| 2010 | Good Luck Charlie    | Fata Frumoasă    | Episod: Kwikki Chick     |
| 2014 | The Little Ghost     | Marie            | Voce                     |

### În persoană
| An           | Titlu                                                        | Rol       | Note                | Ref   |
| ------------ | ------------------------------------------------------------ | --------- | ------------------- | ----- |
| 2016         | Guy's Grocery Games                                          | Judecator | Invitat             | [ 3 ] |
| 2016         | Chopped Junior                                               | Judecător | Ep. "The Big Stink" |       |
| 2016–prezent | Ayesha's Homemade (a.k.a. Ayesha's Home Kitchen (sezonul 2)) | Gazdă     | Serie TV, 2 sezoane |       |
| 2017         | The Great American Baking Show                               | Gazdă     | Serie TV            | [ 4 ] |